# Selina Grotian
Selina Grotian (* 25. März 2004 in Garmisch-Partenkirchen) ist eine deutsche Biathletin. Sie läuft seit 2023 im Weltcup und konnte dort bislang ein Einzelrennen gewinnen. Bei Weltmeisterschaften gewann sie zwei Bronzemedaillen in Staffelrennen.

## Karriere
Selina Grotian begann nach dem Vorbild ihrer beiden älteren Brüder im Alter von sechs Jahren mit dem Skilanglauf und im Alter von neun Jahren mit dem Biathlon. Sie startet für den Skiclub Mittenwald aus ihrem Heimatort und trainiert am Biathlon-Stützpunkt des Skigaus Werdenfels in Kaltenbrunn unter der Leitung von Bernhard Kröll und Albert Neuner.
Nachdem Grotian 2022 das Abitur am Werdenfels-Gymnasium in Garmisch-Partenkirchen abgelegt hatte, wurde sie in die Sportfördergruppe der Bundeszollverwaltung, das Zoll Ski Team, aufgenommen.

### Anfänge
Grotian gehörte von Beginn ihrer Karriere an zu den stärksten Biathletinnen ihres Jahrgangs in Deutschland. In der Gesamtwertung des DSV-Schülercups erreichte sie 2017/18 und 2018/19 jeweils Platz vier in den Altersklassen 14 und 15. In der folgenden Saison 2019/20 durfte sie erstmals im Deutschlandpokal starten, wo sie in der Altersklasse 16 Dritte der Gesamtwertung war.
Mit diesem Ergebnis wurde Grotian zur nächsten Saison 2020/21 erstmals in den Nachwuchskader des Deutschen Skiverbands und die Lehrgangsgruppe 2b, das Jugendteam, aufgenommen. Aufgrund der COVID-19-Pandemie wurden in diesem Jahr fast alle nationalen Wettbewerbe abgesagt. Das Trainerteam um Denny Andritzke nominierte Grotian jedoch aufgrund interner Leistungen für die Jugend-Rennen der Juniorenweltmeisterschaften in Obertilliach. Dort gewann sie Bronze im Sprint. Im Einzel wurde sie Elfte, in der Verfolgung Achte und mit der Staffel Vierte.

### Saison 2021/22 – Erfolge im Jugend- und Juniorenbereich
Zu Beginn der Saison 2021/22 gewann Selina Grotian im Dezember die ersten beiden Deutschlandpokalrennen in ihrer Altersklasse (Jugend 2), wobei sie im Langlauf jeweils deutlich die Bestzeit aufstellte. Nachdem sie diese Leistungen Anfang Januar 2022 am Notschrei bestätigt hatte, kam sie auf der Pokljuka erstmals im IBU-Junior-Cup zum Einsatz. Dabei verfehlte sie bereits im ersten Rennen den Sieg knapp um nur 0,8 Sekunden. In der Folgewoche gewann Grotian bei den an gleicher Stelle stattfindenden Junioren-Europameisterschaften mit Laufbestzeit die Goldmedaille im Sprint und dann auch in der Verfolgung.
Bei den Biathlon-Juniorenweltmeisterschaften 2022 im US-amerikanischen Soldier Hollow kehrte Grotian in die Jugend-Altersklasse zurück und gewann in dieser zunächst im Einzel Bronze. Im Sprint verpasste sie eine Medaille als 4. um zwei Sekunden; in der anschließenden Verfolgung erreichte sie dann den Weltmeistertitel. Mit der Silbermedaille in der Staffel schloss sie die Wettkämpfe als erfolgreichste Jugend-Athletin ab.

### Saison 2022/23 – Durchbruch im IBU-Cup
Zur Saison 2022/23 wurde Selina Grotian, obwohl sie noch zur Jugend-Klasse zählte, vom Deutschen Skiverband in die von Andreas Birnbacher trainierte Juniorinnen-Lehrgangsgruppe 2a aufgenommen.
Ende August 2022 nahm Grotian an den Juniorenrennen der Sommerbiathlon-Weltmeisterschaften in Ruhpolding teil. Dort gewann sie – nach Rang acht im Supersprint – im Sprint den Weltmeistertitel und verpasste in der Verfolgung als Vierte eine Medaille. An den Deutschen Meisterschaften in Oberhof in der darauffolgenden Woche nahm sie nicht teil.
Zu Beginn des Winters qualifizierte sich Selina Grotian bei internen Qualifikationsrennen in Obertilliach überraschend für das deutsche IBU-Cup-Team und gab beim Saisonauftakt in Idre ihr Debüt im internationalen Erwachsenenbereich. Dort erreichte sie im Sprint bereits ihren ersten Sieg in der Rennserie. Bei den folgenden Stationen in Ridnaun und auf der Pokljuka stabilisierte sie sich in den Top 15. Beim Höhepunkt der IBU-Cup-Saison, den Biathlon-Europameisterschaften im schweizerischen Lenzerheide, gewann Grotian das Verfolgungsrennen. Zusätzlich erreichte sie die Silbermedaille in der Mixed-Staffel und Bronze im Einzel, womit sie die Titelkämpfe als erfolgreichste weibliche Teilnehmerin abschloss.
Im März 2023 nahm Grotian an den Juniorenweltmeisterschaften im kasachischen Schtschutschinsk teil. Dort erreichte sie in vier von fünf Rennen die Goldmedaille. Die deutschen Juniorinnen- und Mixed-Staffeln konnten sich jeweils vor Frankreich und Norwegen durchsetzen und in Sprint und Verfolgung gewann Grotian mit etwa einer Minute Vorsprung gegen fast ausnahmslos ältere Konkurrenz.
Als erfolgreichste Teilnehmerin der Junioren-WM erhielt Grotian ein persönliches Startrecht für das Weltcupfinale in Oslo, wo sie mit Platz 44 im Sprint debütierte.

### Saison 2023/24 – Erste Weltcupsaison und WM-Medaille
Zur Saison 2023/24 wurde Selina Grotian in die Lehrgangsgruppe 1a des DSV, d. h. die A-Nationalmannschaft, unter Leitung von Kristian Mehringer und Sverre Olsbu Røiseland aufgenommen. Die Deutschen Meisterschaften in Ruhpolding im September verpasste sie krankheitsbedingt. Bei den Qualifikationsrennen der deutschen Mannschaft in Sjusjøen im November qualifizierte sie sich für den Weltcupauftakt in Östersund. Dort debütierte sie mit Platz 77 im Einzel und erreichte als Dritte mit der Staffel bereits im zweiten Rennen ihren ersten Podiumsplatz. In Sprint und Verfolgung wurde sie jeweils 21. Bei den beiden nächsten Weltcup-Stationen in Hochfilzen und Lenzerheide kam sie mit durchwachsenen Schießleistungen nicht über Platz 33 hinaus.
Nach dem Jahreswechsel landete Grotian im Sprint in Oberhof erneut auf Platz 21, fiel allerdings mit sieben Fehlern in der Verfolgung auf Platz 47 zurück. Daraufhin verlor sie ihren Platz im Weltcup-Team und sie ging beim IBU-Cup in Ridnaun an den Start, wo sie im Massenstart den zweiten Platz erreichte. Nach dieser Leistung sollte sie in der Folgewoche in Antholz wieder im Weltcup laufen, konnte allerdings aufgrund eines Magen-Darm-Infekts kurzfristig nicht starten.
Im Februar 2024 wurde Selina Grotian, obwohl sie die Qualifikationsnorm des Deutschen Skiverbands nicht erbracht hatte, als Ersatzläuferin für die Biathlon-Weltmeisterschaften in Nové Město na Moravě nominiert. Im Einzel erhielt sie für Sophia Schneider dennoch einen Einsatz. Dort schoss sie erstmals in ihrer Karriere in einem Rennen viermal fehlerfrei und erreichte mit Platz vier ihr mit Abstand bestes Ergebnis auf Weltcup-Niveau. Daraufhin wurde sie für die Staffel aufgestellt, in der sie mit Janina Hettich-Walz, Vanessa Voigt und Schneider die Bronzemedaille gewann. Im abschließenden Massenstart landete sie auf dem 30. und letzten Platz.
Nach den Weltmeisterschaften starte Grotian im Weltcup in Oslo erstmals in der Single-Mixed Staffel und wurde dort mit Justus Strelow Sechste. Bei den Rennen in Nordamerika erreichte sie ihre bis dahin besten Ergebnisse. In Soldier Hollow wurde sie in Sprint und Verfolgung 13. und mit der Staffel Zweite. Beim Saisonfinale in Canmore verbesserte sie sich nach Platz 18 im Sprint auf Platz elf in der Verfolgung und qualifizierte sich somit für den Massenstart, in dem sie 14. wurde. Grotian beendete die Saison auf Platz 29 im Gesamtweltcup.

### Saison 2024/25 – Aufstieg in die Weltspitze
Auch in der Vorbereitung auf die Saison 2024/25 war Selina Grotian Teil der Lehrgangsgruppe 1a des DSV. Bei den Deutschen Meisterschaften im Sommer in Altenberg belegte sie die Plätze vier im Einzel, zwölf im Sprint und 13 in der Verfolgung.
Nach der Winterqualifikation der deutschen Mannschaft, die Mitte November in Vuokatti stattfand, wurde Grotian von den Trainern für den Auftakt der Weltcupsaison in Kontiolahti nominiert. Dort belegte sie mit jeweils vier Schießfehlern im Einzel Platz 50 und im Sprint Platz 48, wobei sie in letzterem die vierte Langlaufzeit erzielte. In der Folgewoche in Hochfilzen erreichte sie im Sprint den fünften Platz und damit ihr bis dahin bestes Weltcupergebnis; zudem feierte sie als Teil der deutschen Staffel gemeinsam mit Vanessa Voigt, Julia Tannheimer und Franziska Preuß ihren ersten Weltcupsieg. Beim letzten Weltcup vor dem Jahreswechsel in Le Grand-Bornand gewann sie nach einem erneuten fünften Platz im Sprint im Massenstart ihr erstes Einzel-Weltcuprennen. Sie ist damit die erste Biathlon-Einzel-Weltcupsiegerin, die im 21. Jahrhundert geboren wurde.
Im Januar 2025 knüpfte Grotian mit den Plätzen zehn und fünf in Oberhof an ihre Leistungen aus dem Dezember an. In Ruhpolding gewann sie an der Seite von Stefanie Scherer, Sophia Schneider und Preuß erneut in der Staffel und in Antholz erreichte sie als Zweitplatzierte im Sprint ihr zweites Einzelpodium.
Bei den Weltmeisterschaften im Februar in Lenzerheide gewann Grotian zum Auftakt mit der deutschen Mixed-Staffel Bronze und somit ihre insgesamt zweite WM-Medaille. In den Einzelrennen konnte sie aufgrund von schwächerem Schießen nicht an ihre Vorleistungen der Saison anknüpfen; ihr bestes Ergebnis war Platz zehn in der Verfolgung. Auch die deutsche Frauenstaffel belegte nur Platz fünf und gewann keine Medaille.
Anfang März erreichte Grotian beim Weltcup in Nové Město mit deutlich verbessertem Schießen Platz zehn und fünf in Sprint und Verfolgung, zudem war sie erstmals Schlussläuferin der deutschen Frauenstaffel und belegte mit dieser Platz drei. Am folgenden Wochenende beendete sie das Einzel und den Massenstart auf der Pokljuka auf den Plätzen 15 und zehn. Beim Weltcup-Finale in Oslo verpasste sie infolge eines Sturzes als 69. im Sprint die Verfolgung. Im abschließenden Massenstart wurde sie 21. Grotian beendete die Saison als Neuntplatzierte in der Weltcup-Gesamtwertung.

### Saison 2025/26
In der Vorbereitung auf die Saison 2025/26 ist Selina Grotian weiterhin Teil der Lehrgangsgruppe 1a des DSV. Aufgrund ihrer Leistungen aus der Vorsaison ist sie in der deutschen Mannschaft erstmals für den Weltcupauftakt vorqualifiziert. 

## Privates
Selina Grotian stammt aus Mittenwald. Ihr älterer Bruder Tim war ebenfalls als Biathlet aktiv und gewann die Gesamtwertung des IBU-Junior-Cups 2018/19.

## Auszeichnungen
- 2023: Goldene Henne in der Kategorie Aufsteigerin des Jahres

## Statistik

### Weltcup

#### Weltcupsiege
| Nr. | Datum         | Ort              | Disziplin   |
| --- | ------------- | ---------------- | ----------- |
| 1.  | 22. Dez. 2024 | Le Grand-Bornand | Massenstart |

| Nr. | Datum         | Ort        | Disziplin |
| --- | ------------- | ---------- | --------- |
| 1.  | 15. Dez. 2024 | Hochfilzen | Staffel 1 |
| 2.  | 18. Jan. 2025 | Ruhpolding | Staffel 2 |

#### Weltcupplatzierungen
Die Tabelle zeigt alle Platzierungen (je nach Austragungsjahr einschließlich Olympische Spiele und Weltmeisterschaften).
- 1.–3. Platz: Anzahl der Podiumsplatzierungen
- Top 10: Anzahl der Platzierungen unter den ersten zehn (einschließlich Podium)
- Punkteränge: Anzahl der Platzierungen innerhalb der Punkteränge (einschließlich Podium und Top 10)
- Starts: Anzahl gelaufener Rennen in der jeweiligen Disziplin
- Staffel: inklusive Mixed- und Single-Mixed-Staffeln

| Platzierung               | Einzel | Sprint | Verfolgung | Massenstart | Staffel | Gesamt |
| ------------------------- | ------ | ------ | ---------- | ----------- | ------- | ------ |
| 1. Platz                  |        |        |            | 1           | 2       | 3      |
| 2. Platz                  |        | 1      |            |             | 1       | 2      |
| 3. Platz                  |        |        |            |             | 3       | 3      |
| Top 10                    |        | 5      | 3          | 2           | 9       | 19     |
| Punkteränge               | 3      | 11     | 10         | 5           | 9       | 38     |
| Starts                    | 5      | 14     | 11         | 5           | 9       | 44     |
| Stand: Saisonende 2024/25 |        |        |            |             |         |        |

### Weltmeisterschaften
|                                      | Einzelwettbewerbe | Einzelwettbewerbe | Einzelwettbewerbe | Einzelwettbewerbe | Staffelwettbewerbe | Staffelwettbewerbe | Staffelwettbewerbe |
| Einzel                               | Sprint            | Verfolgung        | Massenstart       | Frauenstaffel     | Mixed-Staffel      | S.-M.-Staffel      |                    |
| ------------------------------------ | ----------------- | ----------------- | ----------------- | ----------------- | ------------------ | ------------------ | ------------------ |
| Weltmeisterschaften 2024 Nové Město  | 4.                | –                 | –                 | 30.               | 3.                 | –                  | –                  |
| Weltmeisterschaften 2025 Lenzerheide | 46.               | 24.               | 10.               | 27.               | 5.                 | 3.                 | –                  |

### Europameisterschaften
| Europameisterschaft | Europameisterschaft | Einzel | Sprint | Verfolgung | Mixed- Staffel | Single-Mixed- Staffel |
| Jahr                | Ort                 | Einzel | Sprint | Verfolgung | Mixed- Staffel | Single-Mixed- Staffel |
| ------------------- | ------------------- | ------ | ------ | ---------- | -------------- | --------------------- |
| 2023                | Lenzerheide         | 3.     | 5.     | 1.         | 2.             | –                     |

### Juniorenweltmeisterschaften
| Weltmeisterschaften | Weltmeisterschaften | Weltmeisterschaften | Einzel | Sprint | Verfolgung | Staffel | Mixed- Staffel |
| Jahr                | Ort                 | Altersklasse        | Einzel | Sprint | Verfolgung | Staffel | Mixed- Staffel |
| ------------------- | ------------------- | ------------------- | ------ | ------ | ---------- | ------- | -------------- |
| 2021                | Obertilliach        | Jugend              | 11.    | 3.     | 8.         | 4.      | N/A            |
| 2022                | Soldier Hollow      | Jugend              | 3.     | 4.     | 1.         | 2.      | N/A            |
| 2023                | Schtschutschinsk    | Junioren            | 5.     | 1.     | 1.         | 1.      | 1.             |